# Типовая школа

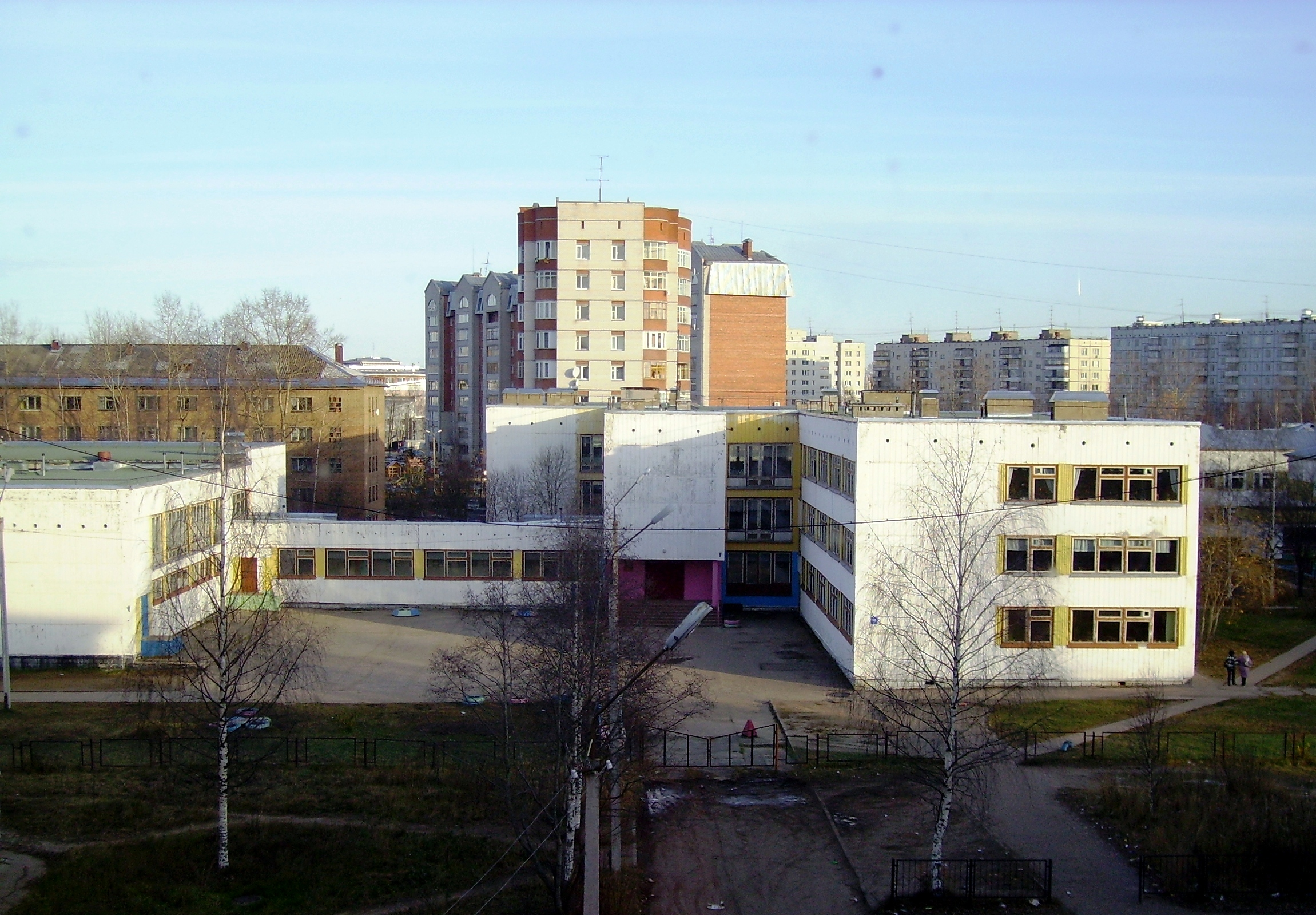
Средняя школа № 18 в Сыктывкаре (Республика Коми). Здание построено по типовому проекту 222-1-197

Типовые проекты зданий общеобразовательных школ — проекты, по которым были построены школы в разных городах СССР.

## В России
Наиболее массовыми в России являются здания общеобразовательных школ типов 2С-02-07, 2С-02-08, 222-1-118, 222-1-197, 222-1-142.. В довоенное время разработкой типовых проектов школьных зданий занимался архитектор К. И. Джус-Даниленко. В 1935 году он выполнил проект московской школы по улице Усачёва, 66А, положенный затем в основу типового проекта школьного здания южной ориентации. В 1938 году разработал аналогичный типовой проект для северных районов страны. В 1936—1938 годах разработанные К. И. Джусом-Даниленко проекты были реализованы более чем в 60 постройках. В 1938 году разработал новый типовой проект школы, получивший около 10 реализаций. С 1949 до середины 1950-х годов в Москве наиболее распространёнными были школы проекта Л. А. Степановой и школы серии МЮ в 1950—1960-х годах.
Согласно данным анализа проектов школьных зданий, реализованных в регионах России в 2000-х годах, проведённому Минобрнауки в 2009 году, при строительстве использовались типовые проекты, разработанные ещё в советские времена. Разработка новых проектов строительства школьных зданий была объявлена как часть утверждённой в 2010 году Национальной образовательной инициативы «Наша новая школа».
- Проект 65-426/1 — Н-образное здание, рассчитана на 960 учащихся. Разработана для Москвы.
- Проект V-76. Рассчитана на 30 классов, 1176 учащихся. Разработана для Москвы.
- Проект V-92. Разработана для Москвы.
- Проект V-95, рассчитана на 33 класса. Разработана для Москвы.
- Проект И-1577А, рассчитана на 22 класса, 550—660 мест. Разработана для Москвы.
- Проект И-1605А, рассчитана на 33 класса, 825 мест. Разработана для Москвы.

- Проект 2C-02-9 — «аэроплан» от Колпинского ДСК, школа имеет Н-образную форму. Разработана для Ленинграда.
- Проект 2ЛГ-02-2. Разработана для Ленинграда.
- Проект 2С-02-10/71 — рассчитана на 546 мест, проект разработан институтом «Ленпроект». Разработана для Ленинграда.

В Канаде, Финляндии, Норвегии, где климатические условия похожи на российские, распространён модульный подход в строительстве школьных зданий. Суть такого подхода состоит в том, что сам каркас здания является типовым, одинаковым для всех школ, а внутреннее убранство, дизайн существенно различаются в зависимости от местных условий и запросов педагогов.